# Рыжков, Валерий Сергеевич
Валерий Сергеевич Рыжко́в (18 марта 1919 года, Тамбов — 25 марта 1991 года, Воронеж) — советский лётчик, Герой Советского Союза. Заместитель командира эскадрильи, гвардии старший лейтенант. Член ВКП(б) с 1943 года.

## Биография
Родился 18 марта 1919 года в Тамбове в семье русского рабочего. После окончания школы и двух курсов железнодорожного училища (ныне ТОГБОУ СПО «Политехнический колледж» города Тамбова, на колледже установлена мемориальная доска) работал на вагоноремонтном заводе.
В 1940 году был призван в ряды Красной Армии, а в 1941 году окончил Егорьевскую военную авиационную школу лётчиков и в октябре 1942 года был направлен на фронт.
К июлю 1944 года на счету Валерия Сергеевича было 3 сбитых самолётов противника и 150 боевых вылетов, в ходе которых врагу были нанесены большие потери.
Указом Президиума Верховного Совета СССР от 2 августа 1944 года за образцовое выполнение боевых заданий командования на фронте борьбы с немецко-фашистскими захватчиками и проявленные при этом мужество и героизм заместителю командира эскадрильи 93-го гвардейского штурмового авиационного полка 5-й гвардейской штурмовой авиационной дивизии 1-го гвардейского смешанного авиационного корпуса 17-й воздушной армии гвардии старшему лейтенанту Рыжкову Валерию Сергеевичу присвоено звание Героя Советского Союза с вручением ордена Ленина и медали «Золотая Звезда» (№ 4348).
После окончания войны Валерий Сергеевич закончил в 1947 году Высшие лётно-тактические курсы усовершенствования офицерского состава, затем в 1946 году получил высшее образование в Военно-воздушной академии, а в 1961 году уволился в запас в звании полковника.
Умер 25 марта 1991 года в Воронеже, похоронен на Коминтерновском кладбище.

## Награды
- Золотая Звезда Героя Советского Союза;
- орден Ленина;
- орден Красного Знамени;
- орден Отечественной войны I степени;
- орден Отечественной войны II степени;
- орден Красной Звезды;
- медали.